# Guelmim-Esmara
Guelmim-Esmara (en árabe: كلميم السمارة) fue hasta 2015 una de las 16 regiones en que estaba organizado Marruecos. Su capital era la ciudad de Guelmim. En la actualidad se corresponde con la región de Guelmim-Ued Nun principalmente, y partes de Sus-Masa al norte y El Aaiún-Saguía el-Hamra al sur. 
La parte sur de esta región se encuentra ocupada por Marruecos casi en su totalidad, siendo parte integrante del territorio por descolonizar del Sahara Occidental.

## Provincias
- Provincia de Guelmim
- Provincia de Tan-Tan
- Provincia de Assa-Zag
- Provincia de Tata
- Provincia de Esmara